# Франсуа де Сепо
Франсуа де Сепо (François de Scépeaux, 1509 — 1571) — французький аристократ, політичний та військовий діяч, дипломат, Маршал Франції.

## Життєпис
Походив з родини придворних. Син Рене де Сепо, сеньйора В'євіля. Спочатку знаходився при королівському дворі. Згодом обрав кар'єру військового. У 1525 році брав участь у битві при Павії, але зумів уникнути полону. У 1528 році відзначився при Мелфі. У 1529 році хоробро бився при Неаполі. У 1536 році увійшов до почту Генріха Орлеанського, майбутнього короля Генріха II. У 1538 році воював у П'ємонті під орудою маршала Рене де Монжана.
у 1541 році бере участь в облозі Перпеньяна, де його посвячують у лицарі. Згодом бере участь в облозі міст Сен-Дезьє, Ландресі, Теруан, Еден. у 1544 році звитяжив у битві при Черезоле.
У 1545 році виконує дипломатичне завдання в Англії, де запобігає розриву відносин Франції з цією країною. У 1549 році бере участь в облозі Булоні. Увійшов до королівської ради. у 1552 році виступив ініціатором захоплення єпископств Мец, Туль та Верден. Після їх захоплення у 1553 році призначається губернатором цих міст. У 1558 році захопив міста Понт-а-Муссон й Тьйонвіль.
Під час правління Карла IX намагався укласти союз з Єлизаветою I, королевою Англії, проте невдало. У 1562 році отримує звання маршала. Після загибелі Жака де Сен-Андре очолив війська, що боролися проти гугенотів. Він з перемінним успіхом воює у Нормандії, Ліоне, Провансі, Турені, Мені, Анжу, Пуату. У 1564 році отримує титул графа та губернаторство у Ліоні. тут йому вдалося придушити заворушення гугенотів. У 1563 році брав участь у захопленні міста Гавр.
В подальшому виконує дипломатичні доручення короля у Німеччині, Англії, Швейцарії, а також виконує роль посередника між католиками та протестантами. У 1571 році стає губернатором Бретані. Помер того же року.

## Родина
Дружина — Рене ле Ру ла Рош
Діти:
- Маргарита
- Жанна